# Фенвил (Мичиген)
Фенвил (Мичиген) (енгл. Fennville) град је у америчкој савезној држави Мичиген. По попису становништва из 2010. у њему је живело 1.398 становника.

## Демографија
Према попису становништва из 2010. у граду је живело 1.398 становника, што је 61 (4,2%) становника мање него 2000. године.
| Група             | 2000.       | 2010.       |
| Белци             | 905 (62,0%) | 799 (57,2%) |
| Афроамериканци    | 46 (3,2%)   | 26 (1,9%)   |
| Азијати           | 5 (0,3%)    | 1 (0,1%)    |
| Хиспаноамериканци | 476 (32,6%) | 547 (39,1%) |
| Укупно            | 1.459       | 1.398       |